# Fluordifen
Fluordifen ist eine chemische Verbindung aus der Gruppe der Diphenylether-Herbizide. Das Vorauflaufherbizid wirkt als ein Protoporphyrinogen-Oxidasehemmer.

## Zulassung
Weder in einem der EU-Staaten noch in der Schweiz sind Pflanzenschutzmittel mit diesem Wirkstoff zugelassen.